# Storbritannien i olympiska vinterspelen 1984
Storbritannien deltog med 50 deltagare vid de olympiska vinterspelen 1984 i Sarajevo.  Totalt vann de en guldmedalj.

## Medaljer

### Guld
- Jayne Torvill och Christopher Dean - Konståkning - Isdans.